# Контарное
Контарное (укр. Контарне) — посёлок, входящий в Шахтёрский городской совет Донецкой области Украины. Находится под контролем самопровозглашённой Донецкой Народной Республики.

## География

#### Соседние населённые пункты по странам света
С: Петропавловка, Красный Луч
СЗ: Стожково, Стожковское
СВ: Рассыпное, Балочное, Московское, Ровное
З: Винницкое, Кищенко, Заречное, Чумаки
ЮЗ: Виктория, Дорофеенко
Ю: город Шахтёрск
ЮВ: Горное
В: город Торез

## Население
Население по переписи 2001 года составляло 2 080 человек.

## Общая информация
Почтовый индекс — 86241. Телефонный код — 6255. Код КОАТУУ — 1415345400.

## Местный совет
86241 Донецкая область, Шахтёрский городской совет, пгт. Контарное, ул. Театральная, 1.